# 細鱗圓鰺
細鱗圓鰺，又稱頜圓鰺、拉洋圓鰺，俗名為四破魚、紅赤尾，為輻鰭魚綱鱸形目鱸亞目鰺科的其中一個種。

## 分布

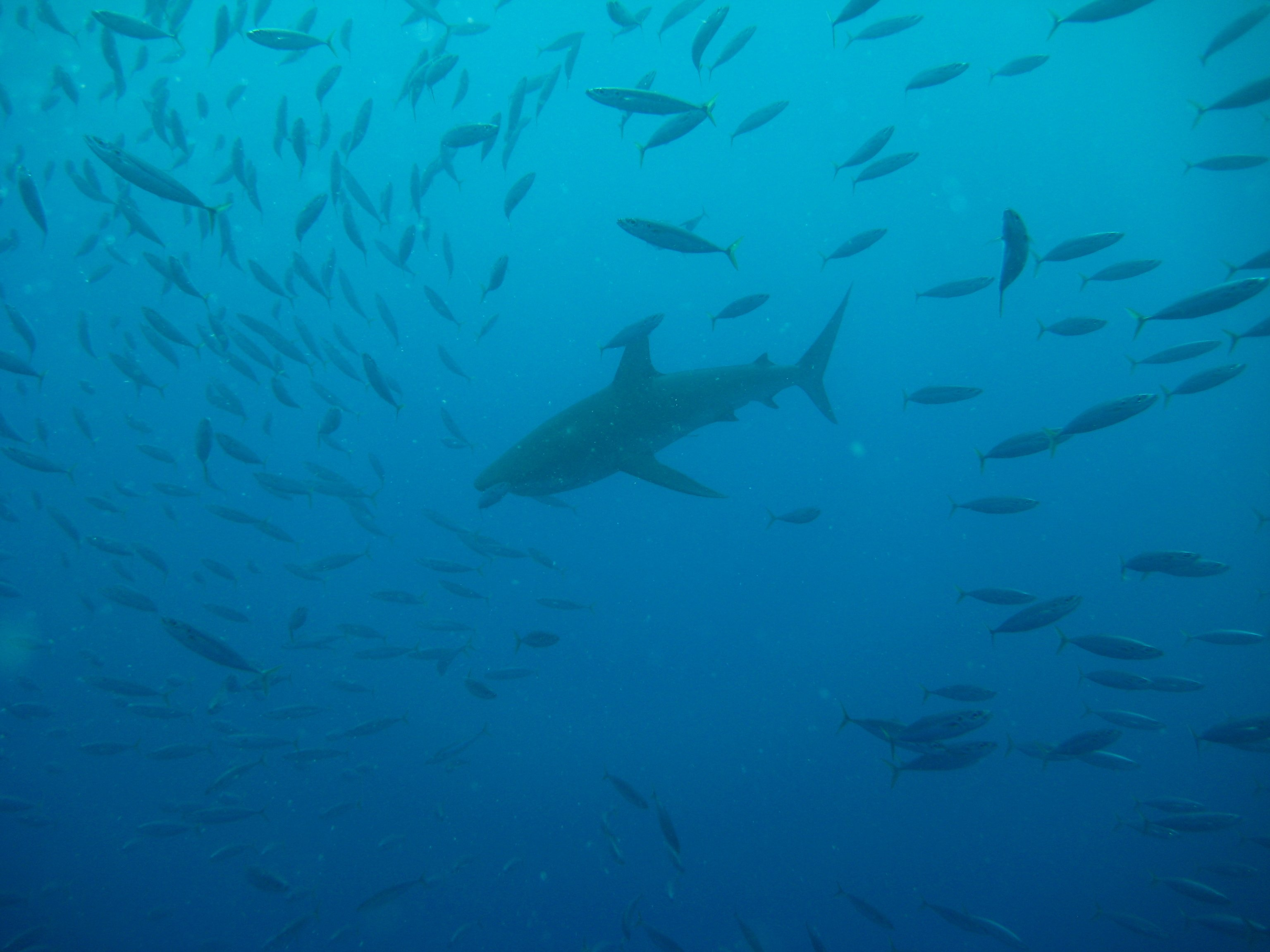
一群在夏威夷瓦胡島的細鱗圓鰺躲避鯊魚

本魚廣泛分布於全球各大洋暖水域

## 深度
水深40至200公尺。

## 特徵
本魚體呈長筒狀，眶前區的長度略大於眼徑；只有側線直走部分有稜鱗，第二背鰭及臀鰭後方各有1枚離鰭，胸鰭長度小於頭長。各鰭均透明或淡黃色。第一背鰭有1枚硬棘埋入皮下，共有9枚硬棘；第二背鰭有軟條34至37枚，臀鰭有硬棘3枚，1枚埋於肉中，軟條27至30枚，體長可達46公分。

## 生態
本魚棲息在高水溫的外洋區域，偶而會進入沿岸水域。常成群游動，以浮游生物為食。

## 經濟利用
大眾化的食用魚，油煎後，沾醬油食用，也可做為餌魚。